# Aztec Two-Step
Az Aztec Two-Step egy amerikai folk-duó. Az együttes 1971-ben alakult, miután egy bostoni folk klub nyílt estjén találkozott egymással az együttes két tagja, Rex Fowler és Neal Shulman. Zenéjük főleg a 60-as évekbeli amerikai folk-rockon alapszik. A duó pályafutása során világszerte koncertezett, írt róluk többek között a Rolling Stone magazin és szerepeltek David Letterman műsorában is. Living In America című albumuk 1986-ban elnyerte a New York Music Award "Legjobb folk albumáért" járó díját.
Leghíresebb dalaik a "Highway Song", a "The Persecution & Restoration of Dean Moriarty", a "Lullabye on New York" és a "Humpty Dumpty".

## Diszkográfia[2]
- 1972 – Aztec Two-Step
- 1975 – Second Step
- 1976 – Two's Company
- 1978 – Adjoining Suites
- 1980 – Times of Our Lives
- 1986 – Living in America
- 1989 – See It Was Like This
- 1992 – Of Age
- 1996 – Highway Signs (Live)
- 2001 – Live & Rare
- 2003 – Plums
- 2004 – Days of Horses
- 2008 – Time It Was
- 2009 – The Persecution & Restoration of Aztec Two-Step
- 2012 – Cause & Effect